# Баффало-Пойнт 36
Баффало-Пойнт 36 (англ. Buffalo Point 36) — індіанська резервація в Канаді, у провінції Манітоба, у межах невключеної частини переписної області №1.

## Населення
За даними перепису 2016 року, індіанська резервація нараховувала 481 особу, показавши зростання на 196,9%, порівняно з 2011-м роком. Середня густина населення становила 29,5 осіб/км².

## Клімат
Середня річна температура становить 2,9°C, середня максимальна – 23,5°C, а середня мінімальна – -22,9°C. Середня річна кількість опадів – 544 мм.
| Клімат поселення                              | Клімат поселення | Клімат поселення | Клімат поселення | Клімат поселення | Клімат поселення | Клімат поселення | Клімат поселення | Клімат поселення | Клімат поселення | Клімат поселення | Клімат поселення | Клімат поселення | Клімат поселення |
| Показник                                      | Січ.             | Лют.             | Бер.             | Квіт.            | Трав.            | Черв.            | Лип.             | Серп.            | Вер.             | Жовт.            | Лист.            | Груд.            |                  |
| Середній максимум, °C                         | −11,26           | −7,16            | −0,06            | 8,95             | 16,93            | 22,47            | 23,54            | 22,48            | 16,86            | 10,11            | 0,38             | −8,63            |                  |
| Середня температура, °C                       | −17,09           | −12,98           | −5,89            | 3,12             | 11,10            | 16,63            | 19,32            | 18,28            | 12,64            | 5,89             | −3,85            | −12,86           |                  |
| Середній мінімум, °C                          | −22,92           | −18,82           | −11,73           | −2,71            | 5,25             | 10,79            | 15,08            | 14,03            | 8,41             | 1,66             | −8,08            | −17,09           |                  |
| Норма опадів, мм                              | 17               | 13               | 20               | 33               | 59               | 94               | 86               | 71               | 65               | 44               | 25               | 17               |                  |
| Середньомісячна швидкість вітру, м/с          | 3.50             | 3.50             | 3.73             | 3.92             | 4.10             | 3.60             | 3.22             | 3.30             | 3.70             | 4.00             | 4.00             | 3.60             |                  |
| Середньомісячна сонячна радіація, кДж/м²·день | 4343             | 7603             | 12260            | 16813            | 19700            | 20686            | 21212            | 18038            | 12637            | 7420             | 4165             | 3135             |                  |
| --------------------------------------------- | ---------------- | ---------------- | ---------------- | ---------------- | ---------------- | ---------------- | ---------------- | ---------------- | ---------------- | ---------------- | ---------------- | ---------------- | ---------------- |
| Джерело:                                      |                  |                  |                  |                  |                  |                  |                  |                  |                  |                  |                  |                  |                  |